# Jerusalem proti Avstriji
Jerusalem proti Avstriji je primer, v katerem je Evropsko sodišče za človekove pravice priznalo pomen svobode politične razprave v demokratični družbi, hkrati pa ponovno poudarilo razliko med izjavami o dejstvih in vrednostnimi sodbami.

## Ozadje primera
S. Jerusalem je članica mestnega sveta na Dunaju. Med razpravo je imela govor o subvencijah za društva, ki pomagajo staršem, katerih otroci so bili vključeni v sekte. V govoru je dejala, da sekte vsebujejo fašistične težnje. Govorila je tudi o organizaciji IPM (Društvo za boljše razumevanje človeške psihologije) in jo označila za sekto. Ostro je kritizirala sodelovanje Avstrijske ljudske stranke z IPM na področju politike drog. IPM je vložila tožbo in zahtevala, da se toženi prepove ponavljanje in nujen preklic že danih izjav. Stranka je nasprotovala, ker je trdila, da so njene izjave vrednostne sodbe in ne izjave o dejstvih. Sodne odredbe so bile odobrene in sodišče je določilo, da so sporne izjave dejstva, ki jih mora S. Jerusalem dokazati, hkrati pa ji ni bilo dovoljeno, da dokaze sodišču sploh predloži. Deželno sodišče je odobrilo odločbo o prepovedi ponavljanja in objavljanja izjav. Sodno odločbo je potrdilo višje deželno sodišče in vrhovno sodišče.
Stranka trdi, da ji odločba, ki prepoveduje ponavljanje in objavljanje izjav, krši pravico do svobode izražanja iz 10. člena Evropske konvencije o varstvu človekovih pravic. Trdi tudi, da so bili sodni postopki, ki so vodili do odločbe nepravilno izvedeni. Vlada soglaša, da je odredba posegla v pravico tožeče stranke do svobode izražanja, a je po njihovem mnenju odredba upravičena, ker zasleduje legitimen cilj varovanja ugleda in pravic drugih. Vlada se strinja z avstrijskimi sodišči, ki so strankine sporne izjave označile za izjave o dejstvih in ne za vrednostne sodbe. Stranka je po njihovem mnenju imela možnost dokazati svoje izjave, a ji to ni uspelo.

## Postopek in odločitev ESČP
Osrednje vprašanje, na katerega je sodišče odgovarjalo je: "Ali je odločba o prepovedi ponavljanja in objavljanja izjav, ki so bile izrečene med politično razpravo v skladju z Evropsko konvencijo o varstvu človekovih pravic, ki zagotavlja svobodo izražanja (10. člen) in ali so bili sodni postopki, ki so vodili do odobritve odločbe nepravilno izvedeni?"
Evropsko sodišče za človekove pravice (v nadaljevanju ESČP) je odločilo, da je prišlo do kršitve pravice svobode izražanja, ki je zagotovljena z 10. členom Evropske konvencije o človekovih pravicah. ESČP je odločilo, da so bile v sodnem postopku kršene pravice do svobode izražanja. ESČP je zavzelo stališče, da je svoboda izražanja še posebej pomembna pri izvoljenih predstavnikih ljudstva in da so bile izjave del politične razprave, ki so nujne za obstoj demokratičnosti države. Glede sodnega postopka je ESČP odločilo, da so avstijska sodišča kršila pravico do svobode izražanja, saj so od S. Jerusalem zahtevala, da dokaže verodostojnost svojih izjav, hkrati pa niso preučila vsega dokaznega gradiva, ki jim je bilo na voljo. Prav tako je ESČP zavzelo stališče, da so njene izjave vrednostne sodbe in ne izjave o dejstvih, kot so to trdila avstijska sodišča. ESČP je razsodilo, da je prišlo do kršitve pravice svobode izražanja in zato tudi ni potrebno ločeno ugotavljati ali je prišlo do kršitve 6. člena konvencije, ki zagotavlja pravico do pravičnega sojenja. Po odločitvi ESČP sodne stroške krije država.